# Rudat al-Tar
Rudat al-Tar (tiếng Ả Rập: روضة الطار rūḍat aṭ-ṭār) là một ngôi làng Syria nằm ở Al-Suqaylabiyah Nahiyah ở huyện Al-Suqaylabiyah, Hama. Theo Cục Thống kê Trung ương Syria (CBS), ngôi làng có dân số 744 người trong cuộc điều tra dân số năm 2004.